# Gaius Sertorius Brocchus Quintus Servaeus Innocens
Gaius Sertorius Brocchus Quintus Servaeus Innocens war ein im 2. Jahrhundert n. Chr. lebender römischer Politiker.
Durch Militärdiplome, die z. T. auf den 16. Mai 101 datiert sind, ist belegt, dass Servaeus Innocens 101 zusammen mit Marcus Maecius Celer Suffektkonsul war. Die beiden sind in dieser Funktion auch durch die Arvalakten für den 27. April 101 sowie durch die Fasti Ostienses nachgewiesen; sie übten das Amt daher vom 1. April bis zum 31. Mai des Jahres aus. 117/118 war Servaeus Innocens Prokonsul von Asia.
Sein Vater war vermutlich Quintus Servaeus Innocens, ein Suffektkonsul im Jahr 82. Der Namensbestandteil Gaius Sertorius Brocchus geht vermutlich auf eine testamentarische condicio nominis ferendi zurück.